# Umimachi diary
Umimachi diary (Japans: 海街diary - internationale titel: Our Little Sister) is een Japanse film uit 2015, geschreven en geregisseerd door Hirokazu Kore-Eda en gebaseerd op de gelijknamige mangareeks van Akimi Yoshida. De film ging in première op 14 mei 2015 op het Filmfestival van Cannes.

## Verhaal
Drie zussen Sachi, Yoshino en Chika, wonen samen in een groot oud huis in de stad Kamakura. Wanneer hun vader sterft, reizen ze naar het platteland voor zijn begrafenis. Daar ontmoeten ze hun halfzus Suzu, een verlegen tiener. Er ontstaat al snel een band tussen hen en ze nodigen haar uit om bij hen in de stad te komen wonen. Het dertienjarig meisje gaat maar al te graag in op de uitnodiging.

## Rolverdeling
| Acteur          | Personage |
| --------------- | --------- |
| Haruka Ayase    | Sachi     |
| Masami Nagasawa | Yoshino   |
| Kaho            | Chika     |
| Suzu Hirose     | Suzu      |